# Sibel Can
Sibel Can, född 1 augusti 1970, är en populär turkisk folkmusik- och popsångerska. Under senare år har hon också blivit populär i Turkiet,  Cypern, Trinidad och Tobago, Balkan, Libanon, Ryssland, Tyskland, Iran och Irak.

## Biografi
Sibel Can blev dansare vid 14 års ålder och senare började hon sin sångkarriär. Hon är känd som en av de mest framgångsrika och betydelsefulla sångarna i Turkiet. Sibel Can är gift med Sulhi Aksüt. De gifte sig den 24 mars 2000. Tillsammans har de en son vid namn Emir. Hennes första äktenskap var med den berömda skådespelaren Hakan Ural, från den 28 september 1988 till 18 februari 1999. Hon har två barn från äktenskapet med Hakan Ural, en son som heter Engincan och en dotter som heter Melisa.

## "Padişah" och Çakmak Çakmak
Sibels framgångstopp kom med låten "Padişah" (King), som släpptes 1997. Låten gav henne många utmärkelser och det var en av de mest efterfrågade singelskivorna på turkiska radio- och TV-stationer, förutom att låten spelades i många turkiska tv-program, såpoperor och i reklaminslag. Följande singlar har nått framgång, men ingen lyckades matcha den som hon hade med "Padişah".